# گرزلنگر
گرزلنگر، روستایی از توابع بخش ماژین شهرستان دره‌شهر در استان ایلام ایران است.

## جمعیت
این روستا در دهستان کولکنی قرار دارد و براساس سرشماری مرکز آمار ایران در سال ۱۳۸۵، جمعیت آن ۲۹۱ نفر (۵۸خانوار) بوده‌است.

## جاذبه گردشگری
یکی از جاذبه‌های این روستا مسیر دسترسی به خود روستاست که از پل گاومیشان و از کنار روستای مهتابی منشعب شده و بعد از طی حدود ۱۵ کیلومتر در دل جنگل‌های بلوط که ابتدا در کنار رودخانه کشکان و سپس با ارتفاع گرفتن روی یکی از خط‌ الرأس رشته کوه‌های کبیر کوه به روستای گرز لنگر منتهی می‌گردد.
سنگ معلق جاذبهٔ دیگر روستاست که در فاصله حدود نیم ساعتی از آن قرار گرفته و تنها با پای پیاده امکان دسترسی به آن وجود دارد. این قطعه سنگ بسیار بزرگ به طرز عجیبی روی یک سطح مقطع بسیار کوچک معلق و کاملاً پایدار مانده‌است به طوری که حتی با بالا و پریدن روی آن کوچکترین حرکتی نمی‌کند. از قدمت و سابقه حضور این سنگ به این شکل اطلاعات دقیقی در دست نیست ولی ساکنین محلی تخمین می‌زنند از حداقل ۱۵۰سال پیش است که این سنگ در این وضعیت قرار دارد.

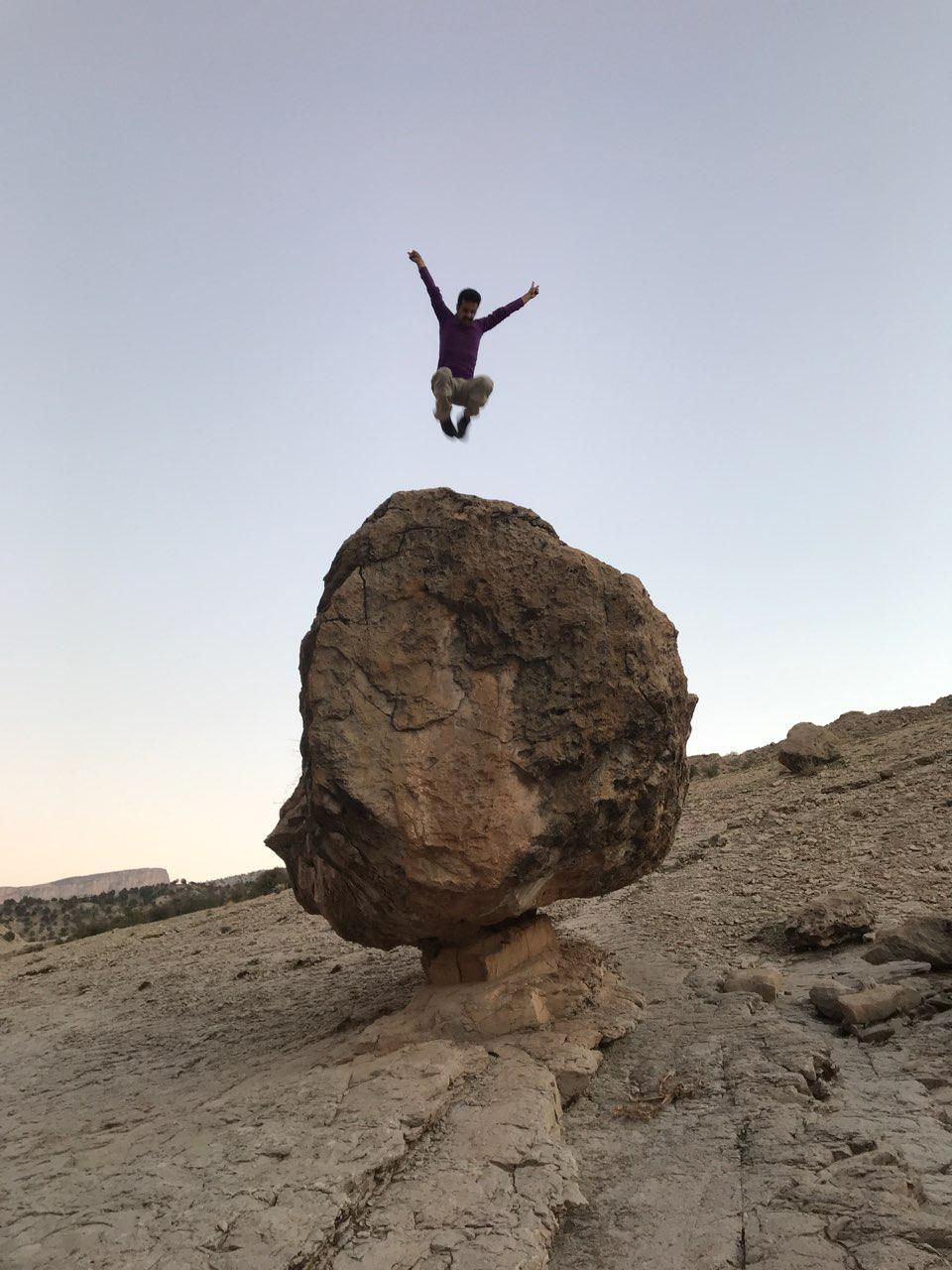
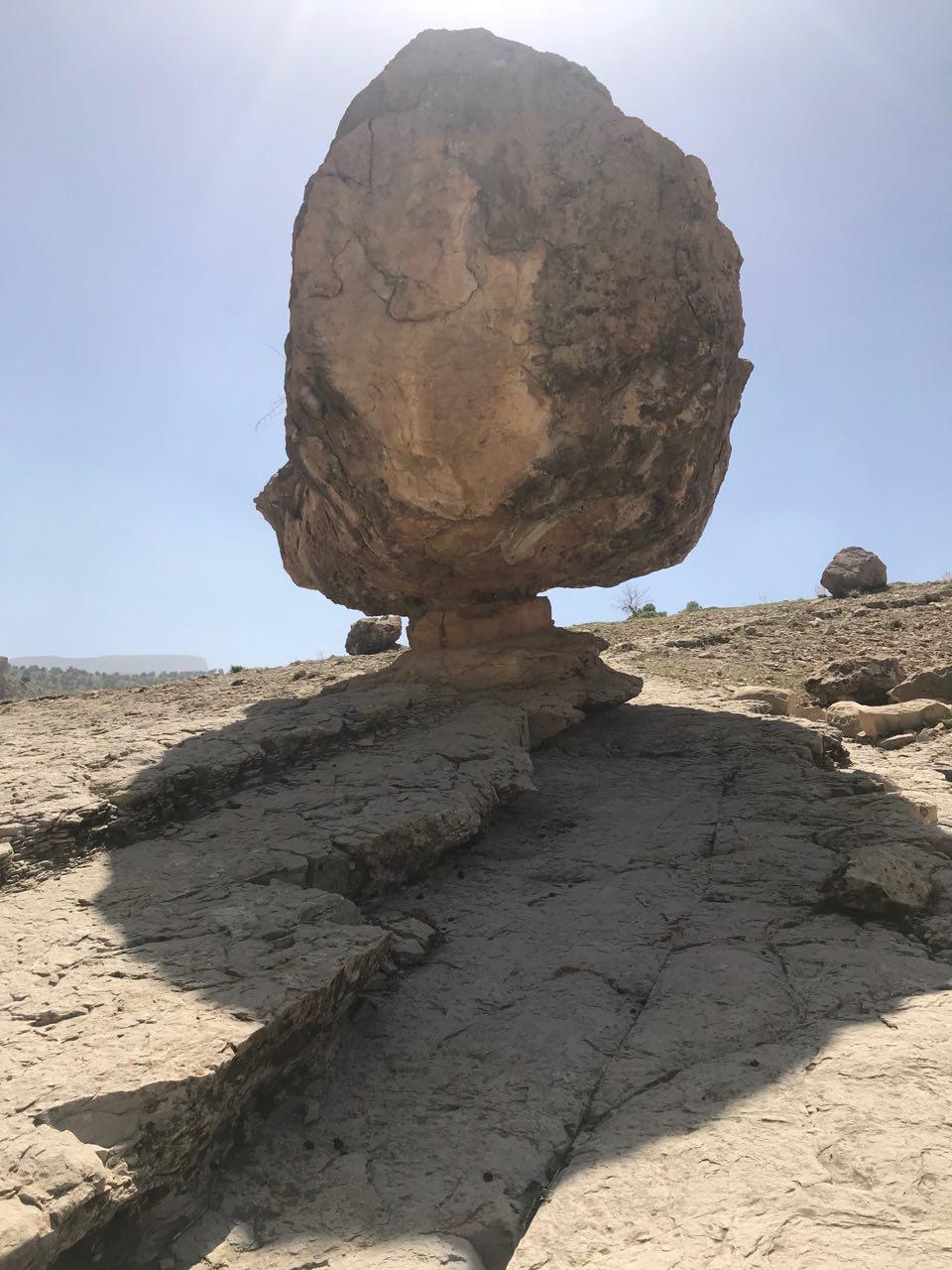
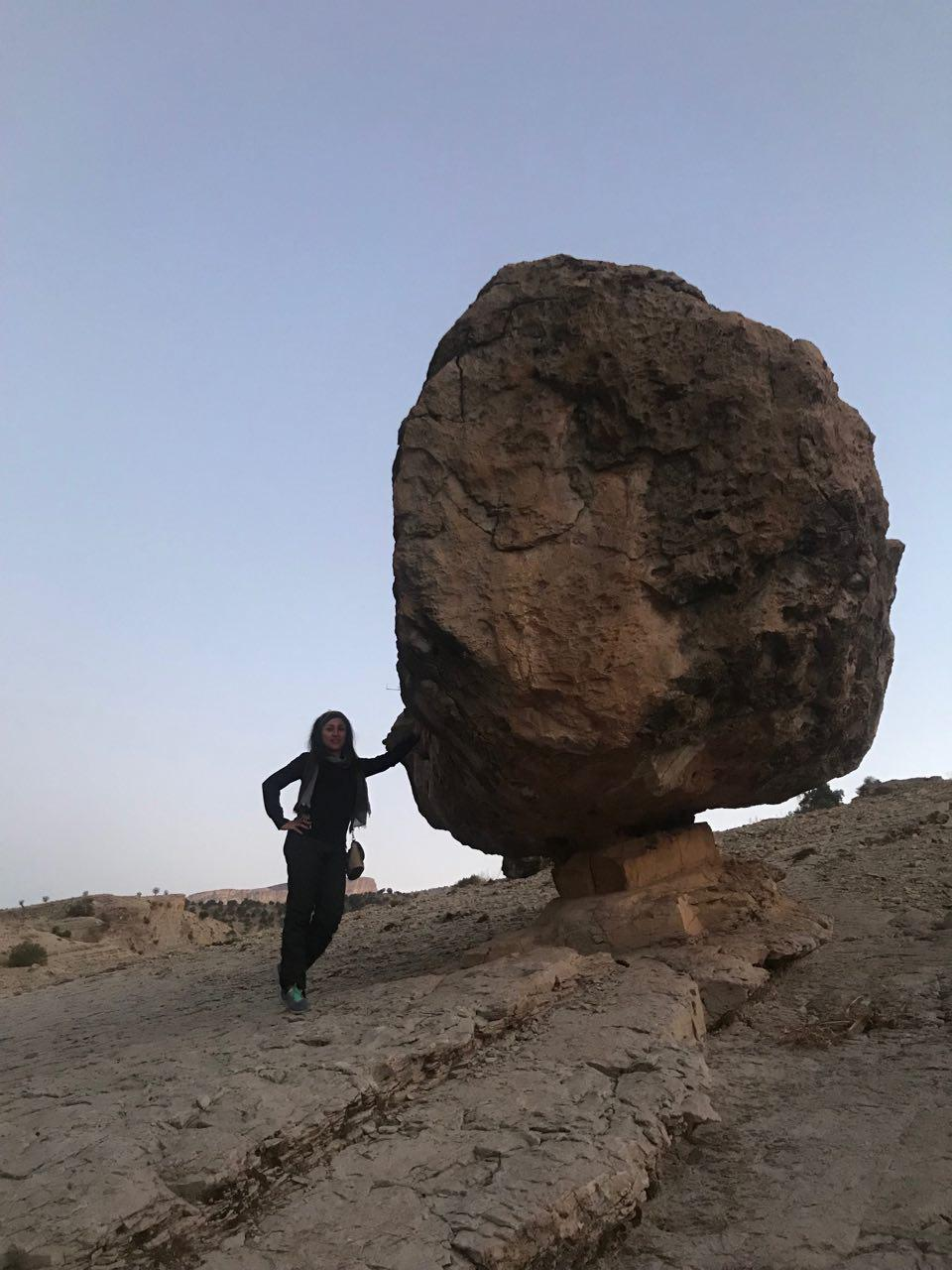